# Alevel

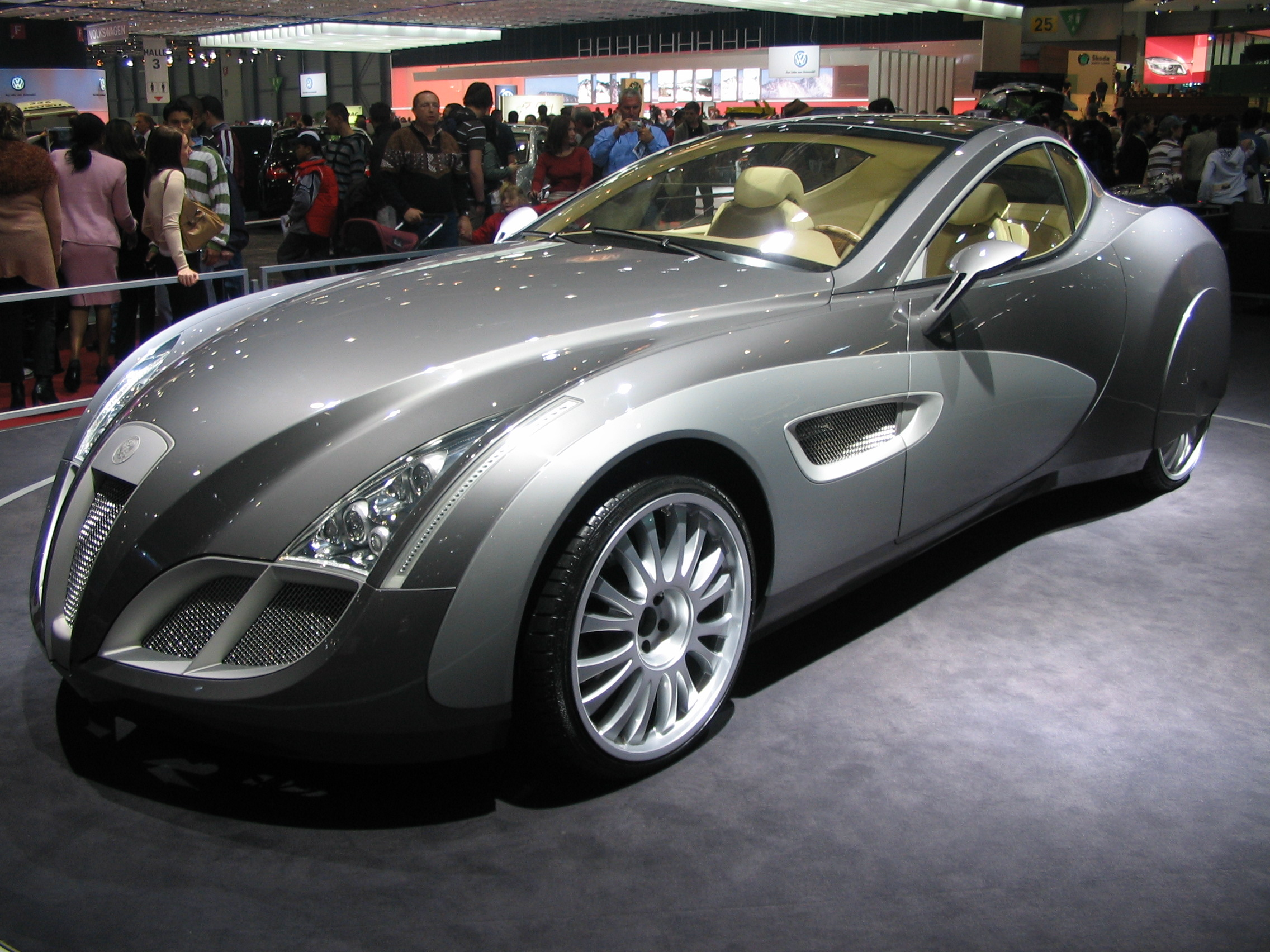
Russo-Baltique Expression im März 2007

Alevel (alternative Schreibweise A:level) ist ein Design-Atelier aus Moskau. 2003 und 2007 wurde jeweils ein Prototyp eines Automobils auf dem Genfer Auto-Salon ausgestellt.

## Fahrzeuge

### Alevel Wolga V12 Coupé
Dieses Modell wurde 2003 präsentiert. Das Coupé war 485 cm lang und 192 cm breit. Für den Antrieb sorgte ein V12-Motor vom BMW 850 CSi mit 5600 cm³ Hubraum und 380 PS Leistung. Das Getriebe verfügte über sechs Gänge.

### Russo-Baltique Expression
Anfang 2007 wurde dieses Modell vorgestellt. Die Fertigung fand bei Gerg Motion in Hohenthann statt. Es war ein Coupé im Stil der 1930er Jahre. Die Fahrzeuglänge betrug 520 cm oder 615 cm. Für den Antrieb sorgte ein Motor aus dem Mercedes-Benz CL 65 AMG mit 555 PS. Als Neupreis wurden 1,45 Millionen Euro bzw. 2 Millionen Schweizer Franken genannt.